# ヴェルヴェットマネージメント
有限会社ヴェルヴェットマネージメント（Velvet Management lnc.）は、日本の芸能および音楽プロダクション。傘下に音楽レーベル「LIKE IT MUSIC」を抱えている。

## 概要
2004年3月設立。
- 事業内容：各種芸能アーティストの育成及びマネージメント、各種芸能の企画・制作・興行、音楽制作、グッズ開発など。
- 所在地の変遷

- （平成期） 目黒区上目黒3-37-6
- （令和3年2月19日）同3-6-22 シティーコープ平沼202
- （令和4年3月1日）渋谷区神宮前2-33-5 パークノヴァ神宮前315
- （令和5年8月1日）目黒区五本木1-33-1 コリーヌ祐天寺101

## 所属タレント
※2024年11月時点
- Task have Fun （サンミュージック出版と業務提携）
  - 熊澤風花
  - 白岡今日花
  - 里仲菜月
- ギガLOVEアップビート（旧名：疾走クレヨン）
  - 星こと
  - 斎藤結愛
  - 小牟礼愛子
  - 真知田彩夢
  - 水野七葉
- 原田歌
- 原田エリー
- 臼井凛